# Maria Luisa Vicuña
Maria Luisa Vicuña é a concorrente salvadorenha do Miss Mundo 2012 em Ordos City, China.

## Biografia
Nascida em Sonsonate, El Salvador, Vicuña é a mais nova de 3 filhos. Seus parentes eram engenheiros civis colombianos que veio a El Salvador para trabalhar no "El Puente de Oro" que ligou o resto do país ao leste. Vicuña era um modelo antes de se tornar Nuestra Belleza Mundo 2012. Ela então competiu no Miss Mundo 2012, mas não se colocou entre as semifinais.
Depois de participar de Miss Mundo e Miss Continente Americano, Vicuña tornou-se anfitriã de um novo programa na TCS chamado Sabaton, onde atualmente trabalha.